# Firma Handlowa „Jago”
Firma Handlowa „Jago” Spółka Akcyjna – polskie przedsiębiorstwo handlu hurtowego z siedzibą w Krzeszowicach, obecnie w upadłości. Do 24 października 2012 roku notowane na Giełdzie Papierów Wartościowych w Warszawie. Dystrybutor żywności mrożonej i lodów na polskim rynku.